# Falkenstein (Niederösterreich)
Falkenstein ist eine Marktgemeinde mit 559 Einwohnern (Stand 1. Jänner 2025) im Bezirk Mistelbach in Niederösterreich.

## Geografie
Falkenstein liegt in der Kalkklippenlandschaft des nördlichen Weinviertels in Niederösterreich und gehört geologisch zur Waschbergzone. Südlich des Ortes erhebt sich der Galgenberg auf eine Höhe von 425 m.
Durch die Gemeinde führen der Weinviertelweg (von Langenzersdorf nach Drasenhofen) sowie der seit 2010 ausgeschilderte Jakobsweg Weinviertel, der vom Heiligen Berg bei Nikolsburg Svatý kopeček u Mikulova in der südmährischen Stadt Mikulov im Okres Břeclav kommend bis Krems an der Donau führt und Teil der Via Francigena und der Via Slavica ist.
Die Fläche der Marktgemeinde umfasst 19,17 Quadratkilometer. 58,82 Prozent der Fläche sind bewaldet.

### Gemeindegliederung
Es gibt nur die Katastralgemeinde Falkenstein.

### Nachbargemeinden
| Wildendürnbach         | Ottenthal                                   | Drasenhofen |
| Neudorf im Weinviertel | Kompassrose, die auf Nachbargemeinden zeigt |             |
|                        | Poysdorf                                    |             |

## Geschichte

### Ur- und Frühgeschichte
Am Burgberg sind Siedlungsspuren des Neolithikums, der Bronzezeit und der Latènezeit nachgewiesen. Auf dem sogenannten Schanzboden lag im Neolithikum eine ausgedehnte Befestigungsanlage, in deren Bereich auch Spuren von bronze- und neuzeitlichen Siedlungen vorhanden sind. Die Venus von Falkenstein ist eine bemalte, 13 cm hohe Statuette der Lengyel-Kultur und stammt in etwa aus der Zeit von 4.500 vor unserer Zeitrechnung, sie ist heute im Museum für Urgeschichte des Landes Niederösterreich zu sehen.

### Mittelalter
Wahrscheinlich handelt es sich ursprünglich um eine autochthone Bildung der Grafen von Neuburg-Falkenstein, die in der Stauferzeit ausgedehnte Ländereien in Bayern, Niederösterreich und Tirol kontrollierten. Pfarre und Kirche wurden um das Jahr 1050 gemeinsam mit der Burg Falkenstein errichtet und gemeinsam mit dieser 1120/22 erstmals urkundlich im Zusammenhang mit dem Stift Klosterneuburg erwähnt. Im Jahre 1135 wurde sie als eine der dreizehn Babenbergischen Eigenpfarren genannt, die zu den Weinviertler Mutterpfarren zählen.
Falkenstein wird von der mächtigen Burgruine überragt, ihre Geschichte ist so alt wie die Besiedelung des Weinviertels unter Kaiser Heinrich III., Mitte des 11. Jahrhunderts. Die Burg war bis zum 16. Jahrhundert Lehens- und Pfandherrschaft der Landesfürsten von Österreich. Im 16. Jahrhundert haben die Fünfkirchen die Pfandherrschaft inne und führen die Reformation ein.
In Falkenstein gab es zwei weitere Burganlagen. Der Rabenhof, der um 1380 zum Bürgerspital umgebaut wurde, heute zum Wohnhaus umgebaut und der Kern des ehemaligen Pfarrhofs.
In Falkenstein hat der Weinbau immer eine bedeutende Rolle gespielt. Eine besondere Rolle nahm dabei das Bergtaidingbuechl, ein Gesetzeswerk für den Bereich Weinbau aus dem Jahre 1309, ein. Falkenstein war als Sitz des Bergamtes (Weinberggericht) für alle rechtlichen Fragen in Sachen Wein im Raum zwischen Wien und Brünn zuständig.

### Grafschaft Falkenstein

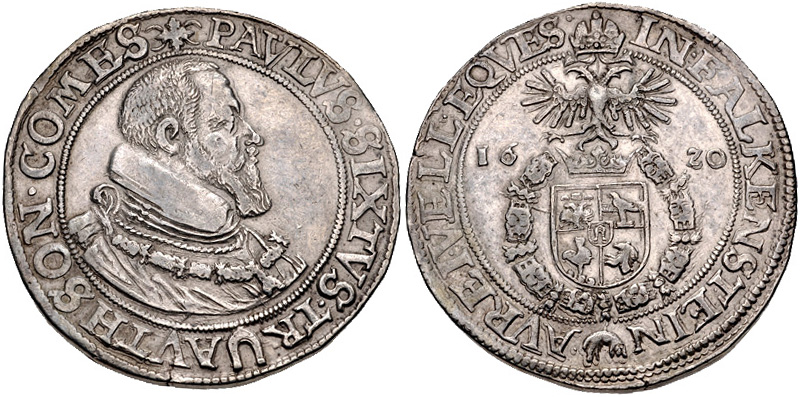
Trautsontaler mit Porträt Paul Sixt III. von Trautson, Wappen und Umschrift „IN FALKENSTEIN“

1571 wurde Burg und Herrschaft Falkenstein von der aus Tirol stammenden Familie Trautson erworben. Paul Sixtus von Trautson wurde 1598 von Kaiser Rudolf II. zum Reichsgraf von Falkenstein ernannt und baute in Folge die Burg zur repräsentativen Renaissancefestung aus. Von 1615 bis 1620 richtete Paul Sixtus eine Münzstätte auf der Burg ein und prägte hier eigene Taler und Groschen. Im Ortszentrum entstand das Rathaus im Stil der Spätrenaissance.
1645 wurde die Burg von den Schweden erobert, jedoch nicht zerstört. Der Verfall setzte erst Ende des 17. Jahrhunderts ein, zusätzlich wurde die Burg von den eigenen Besitzern als Steinbruch benutzt und zur Baumaterialgewinnung abgebrochen. Die Residenz und Verwaltungssitz der Grafschaft lag damals schon auf Schloss Poysbrunn.
1670 wurde die Pfarrkirche St. Jakob von den Trautson unter Verwendung älterer Bauteile neu errichtet. Die Fassade im Stil des Frühbarock prägt von weitem das Ortsbild. Unter Ernst Trautson entstand der barocke Kalvarienberg mit Stationen zur Passionsgeschichte.
Im Jahr 1741 gründete die Gemeinde die Falkensteiner Waisenlade. Diese bestand bis 2004 als Falkensteiner Privatlade als ältestes Geldinstitut Österreichs und wurde dann in die Raiffeisenbank Weinviertel eingegliedert.
Mit Aussterben der Trautson fiel Burg und Herrschaft an die Familie Auersperg und wurde 1799 von den Bartenstein erworben. Diese bauten neben der Kirche ihre Familiengruft. Durch Erbfall ging die Burg an die Familie Vrints. 1860 wurde Maximilian Vrints von Kaiser Franz Joseph in den Grafenstand Vrints zu Falkenstein erhoben.

### 19. und 20. Jahrhundert
Laut Adressbuch von Österreich waren im Jahr 1938 in der Marktgemeinde Falkenstein ein Arzt, ein Bäcker, ein Binder, zwei Fleischer, zwei Gastwirte, fünf Gemischtwarenhändler, ein Glaser, eine Hebamme, Landesproduktehändler, ein Müller, ein Sattler, zwei Schmiede, zwei Schneider, ein Schuster und zwei Viktualienhändler ansässig.

### Zweiter Weltkrieg
Während des Zweiten Weltkriegs wurde Falkenstein am 20. und 21. April 1945 Ziel mehrerer Luftangriffe sowjetischer Kampfflugzeuge, bei denen zwei Bewohner getötet wurden. Insgesamt wurden dabei 18 Wohngebäude und Wirtschaftsgebäude durch Brand zerstört. Am 22. April 1945 marschierten Soldaten der Roten Armee kampflos in Falkenstein ein. Nach Kriegsende hielten die Russen noch bis zum 18. Juli die Ortschaft besetzt, wobei sie im nahen Wald am Landmann ein großes Feldlager bezogen, während sie in den ersten Wochen nach Kriegsende in den Häusern Quartier genommen hatten.

### Falkenstein heute
Mit 1. Jänner 1972 wurden im Zuge der Niederösterreichischen Kommunalstrukturverbesserung die bis dahin eigenständigen Gemeinden Guttenbrunn und Ottenthal nach Falkenstein eingemeindet. Falkenstein wurde mit 1. Jänner 1989 wieder geteilt, in die Gemeinden Falkenstein und Ottenthal, wobei Guttenbrunn bei Ottenthal verblieb.
Neben Landwirtschaft und Weinbau wurde der Tourismus zu einem Wirtschaftsfaktor in Falkenstein. Unter dem derzeitigen Besitzer Georg Thurn-Vrints wurde die Burgruine wieder für Besucher geöffnet und ein Verein zur Erhaltung der Burgruine Falkenstein gegründet. Seit 1992 werden archäologische Grabungen unter der Leitung des Bundesdenkmalamtes durchgeführt.

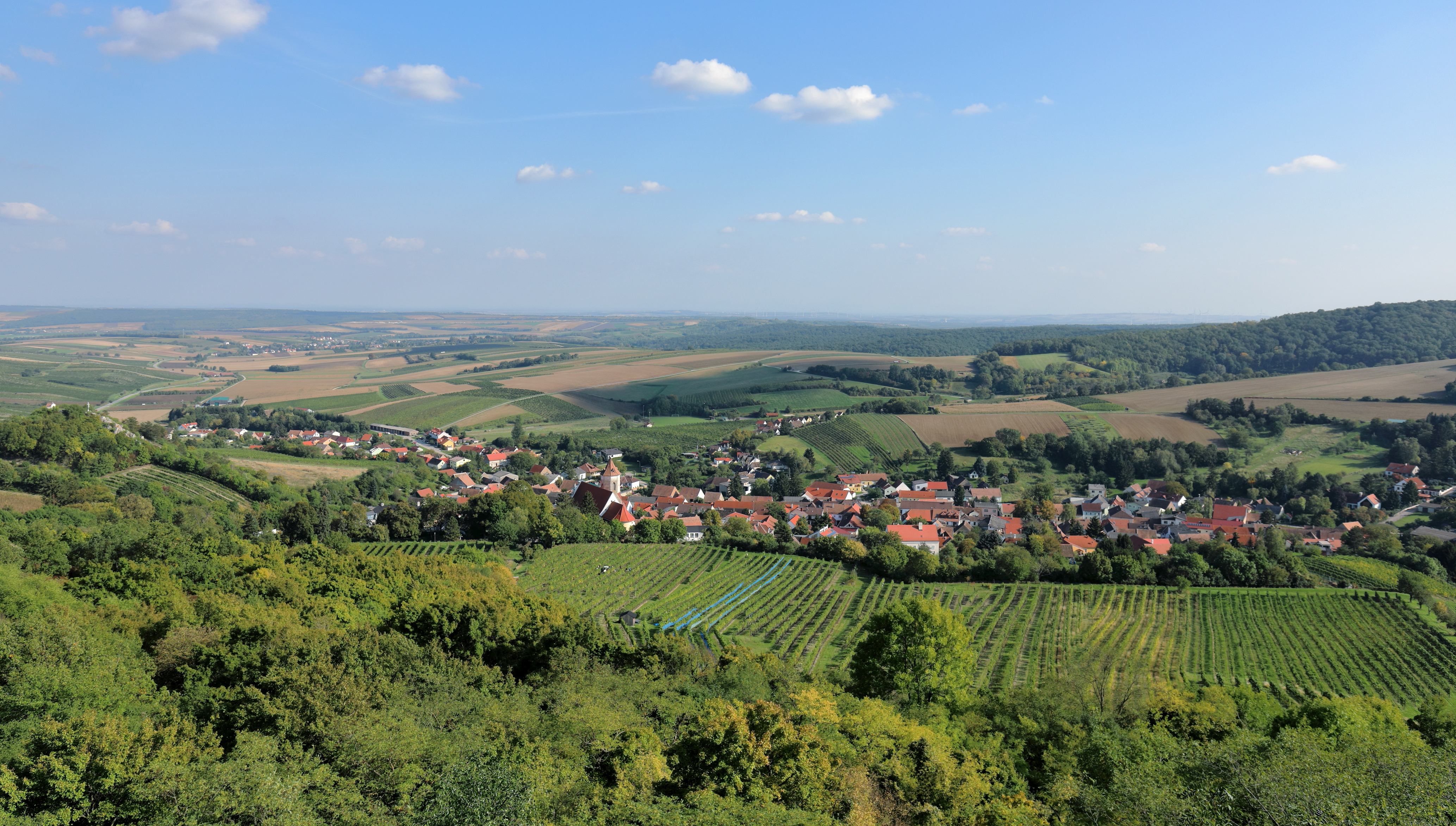
Blick von der Burg Falkenstein auf den Ort mit dem Kalvarienberg ganz links

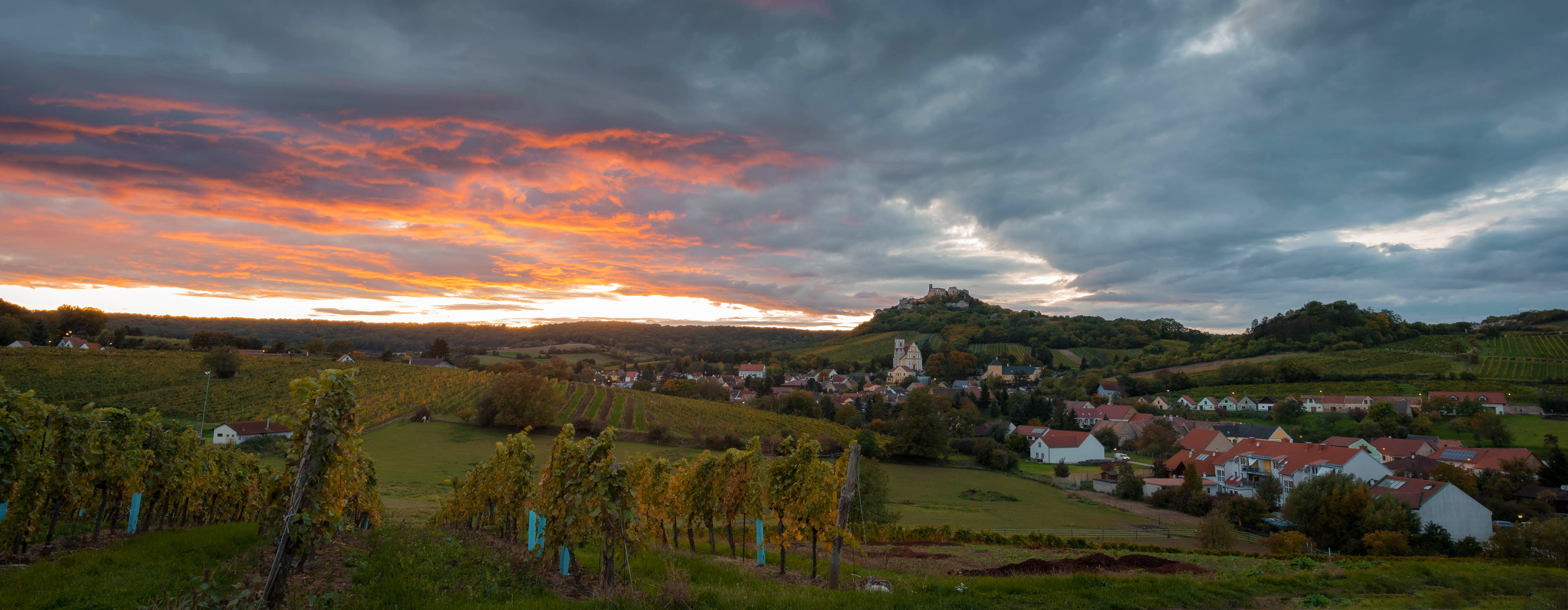
Falkenstein mit Burg im Hintergrund

### Bevölkerungsentwicklung
Nach einem starken Rückgang der Einwohnerzahl in der zweiten Hälfte des 20. Jahrhunderts blieb diese seit 1981 nahezu konstant. In den letzten Jahrzehnten war zwar die Geburtenbilanz negativ, dies wurde aber durch die positive Wanderungsbilanz ausgeglichen.
| Falkenstein: Einwohnerzahlen von 1869 bis 2025      | Falkenstein: Einwohnerzahlen von 1869 bis 2025 | Falkenstein: Einwohnerzahlen von 1869 bis 2025 | Falkenstein: Einwohnerzahlen von 1869 bis 2025 | Falkenstein: Einwohnerzahlen von 1869 bis 2025 |
| --------------------------------------------------- | ---------------------------------------------- | ---------------------------------------------- | ---------------------------------------------- | ---------------------------------------------- |
| Jahr                                                |                                                |                                                |                                                | Einwohner                                      |
| 1869                                                | 1869                                           |                                                | 864                                            | 864                                            |
| 1880                                                | 1880                                           |                                                | 863                                            | 863                                            |
| 1890                                                | 1890                                           |                                                | 858                                            | 858                                            |
| 1900                                                | 1900                                           |                                                | 922                                            | 922                                            |
| 1910                                                | 1910                                           |                                                | 928                                            | 928                                            |
| 1923                                                | 1923                                           |                                                | 824                                            | 824                                            |
| 1934                                                | 1934                                           |                                                | 835                                            | 835                                            |
| 1939                                                | 1939                                           |                                                | 826                                            | 826                                            |
| 1951                                                | 1951                                           |                                                | 755                                            | 755                                            |
| 1961                                                | 1961                                           |                                                | 660                                            | 660                                            |
| 1971                                                | 1971                                           |                                                | 576                                            | 576                                            |
| 1981                                                | 1981                                           |                                                | 482                                            | 482                                            |
| 1991                                                | 1991                                           |                                                | 457                                            | 457                                            |
| 2001                                                | 2001                                           |                                                | 468                                            | 468                                            |
| 2011                                                | 2011                                           |                                                | 462                                            | 462                                            |
| 2021                                                | 2021                                           |                                                | 488                                            | 488                                            |
| 2025                                                | 2025                                           |                                                | 559                                            | 559                                            |
| Quelle(n): Statistik Austria, Gebietsstand 1.1.2021 |                                                |                                                |                                                |                                                |

## Kultur und Sehenswürdigkeiten

### Bauwerke
- Burg Falkenstein: Die Burgruine thront auf einer Kalkklippe über der Gemeinde und bietet einen Panoramablick über die tschechische Grenze.
- Katholische Pfarrkirche Falkenstein hl. Jakobus der Ältere: Bis auf den gotischen Turm wurde sie im 17. Jahrhundert erbaut. Die von einem Stufenaufgang gesäumte frühbarocke Fassade wird von dreizehn Statuen geziert, an der Spitze Jesus Christus und darunter abgestuft die zwölf Apostel. In der Kirche befindet sich eine Sandsteinmadonna aus dem 14. Jahrhundert.[13]
- Im Friedhof neben der Pfarrkirche befindet sich die Gruftkapelle der Familien Bartenstein und Vrints.
- Kellergasse: Die Kellergasse oder Eiergasse (Oagossn) umfasst 65 Presshäuser. Es werden Führungen angeboten.

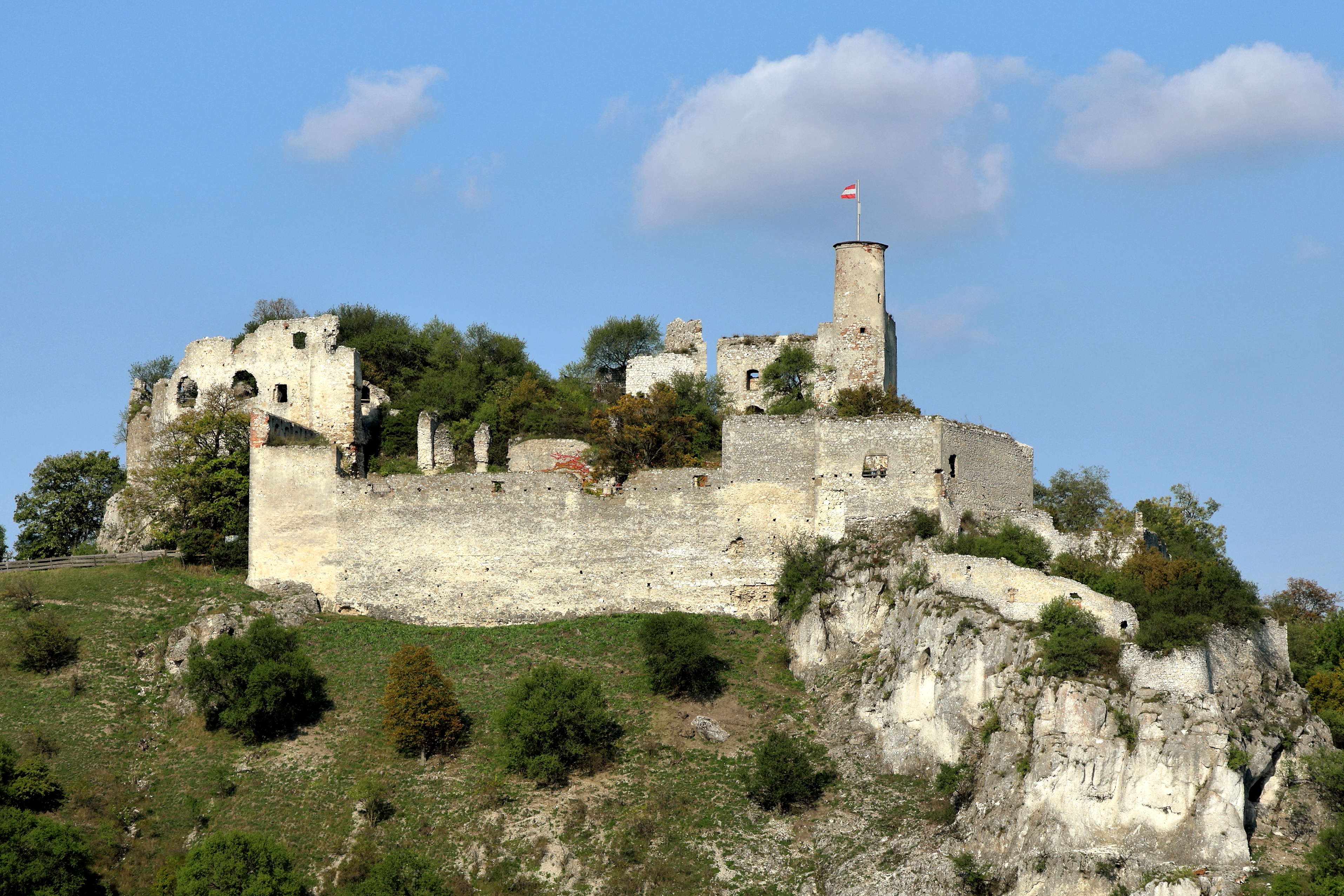
Burgruine Falkenstein
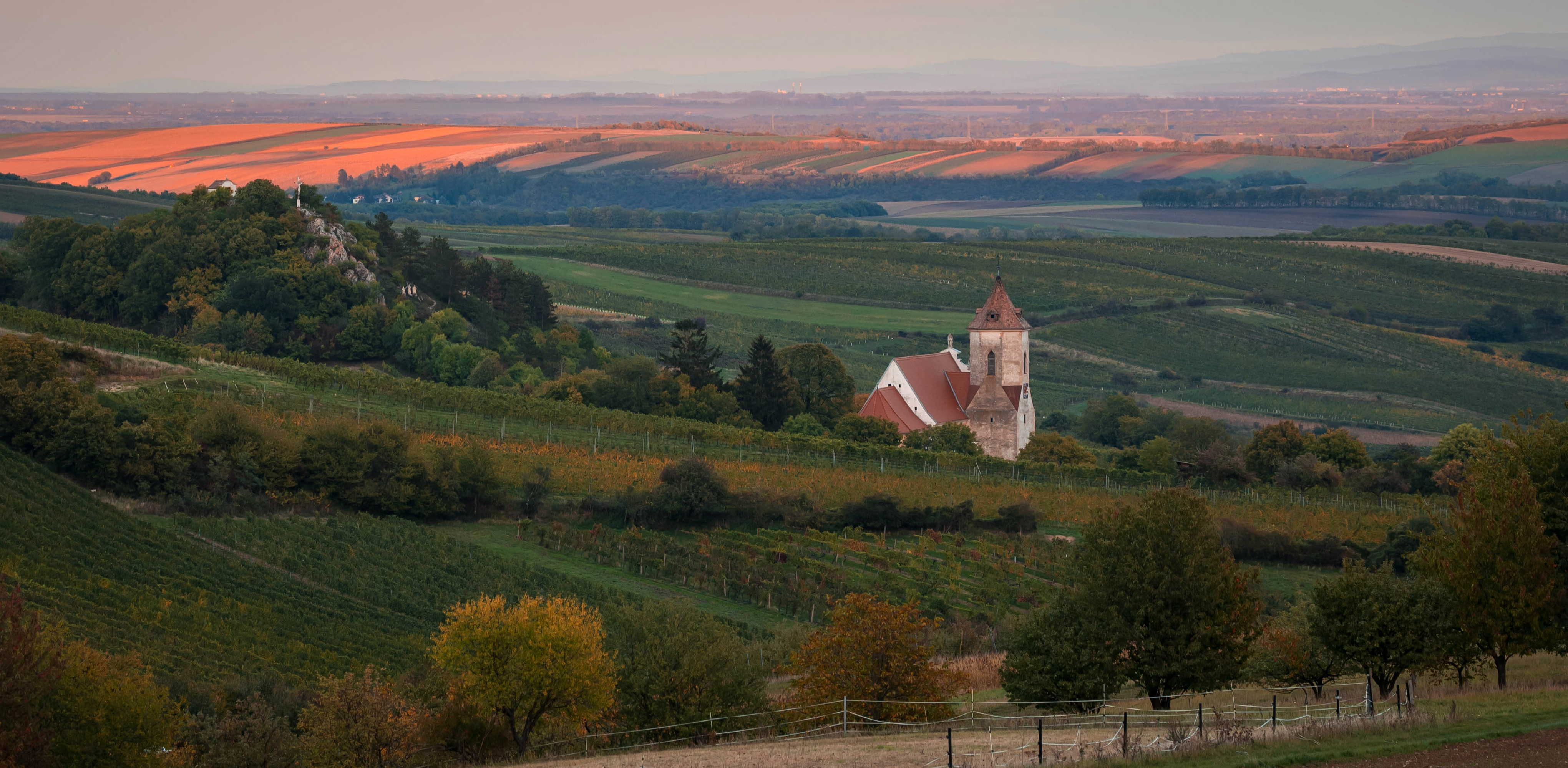
Pfarrkirche Falkenstein
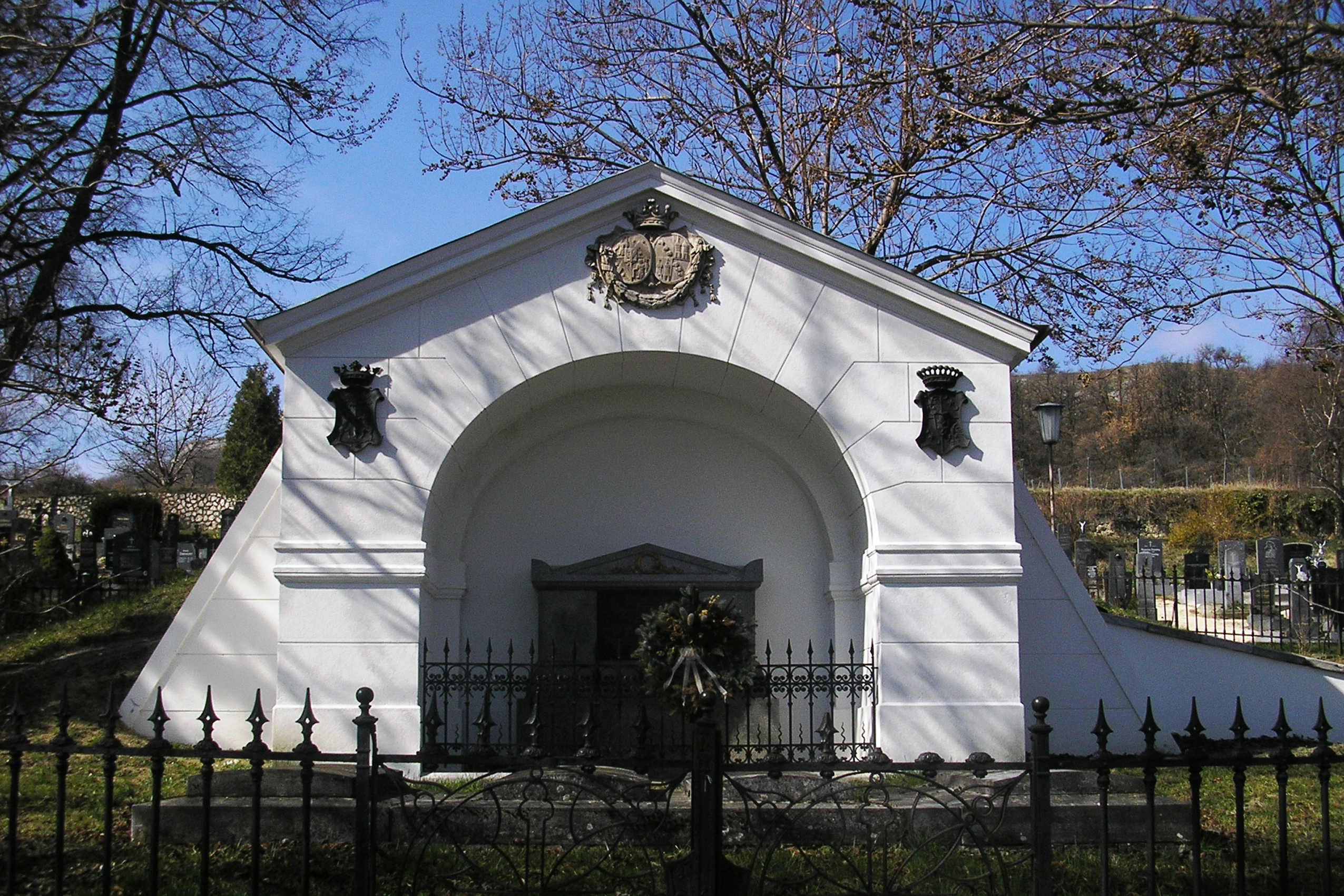
Gruftkapelle Bartenstein-Vrints
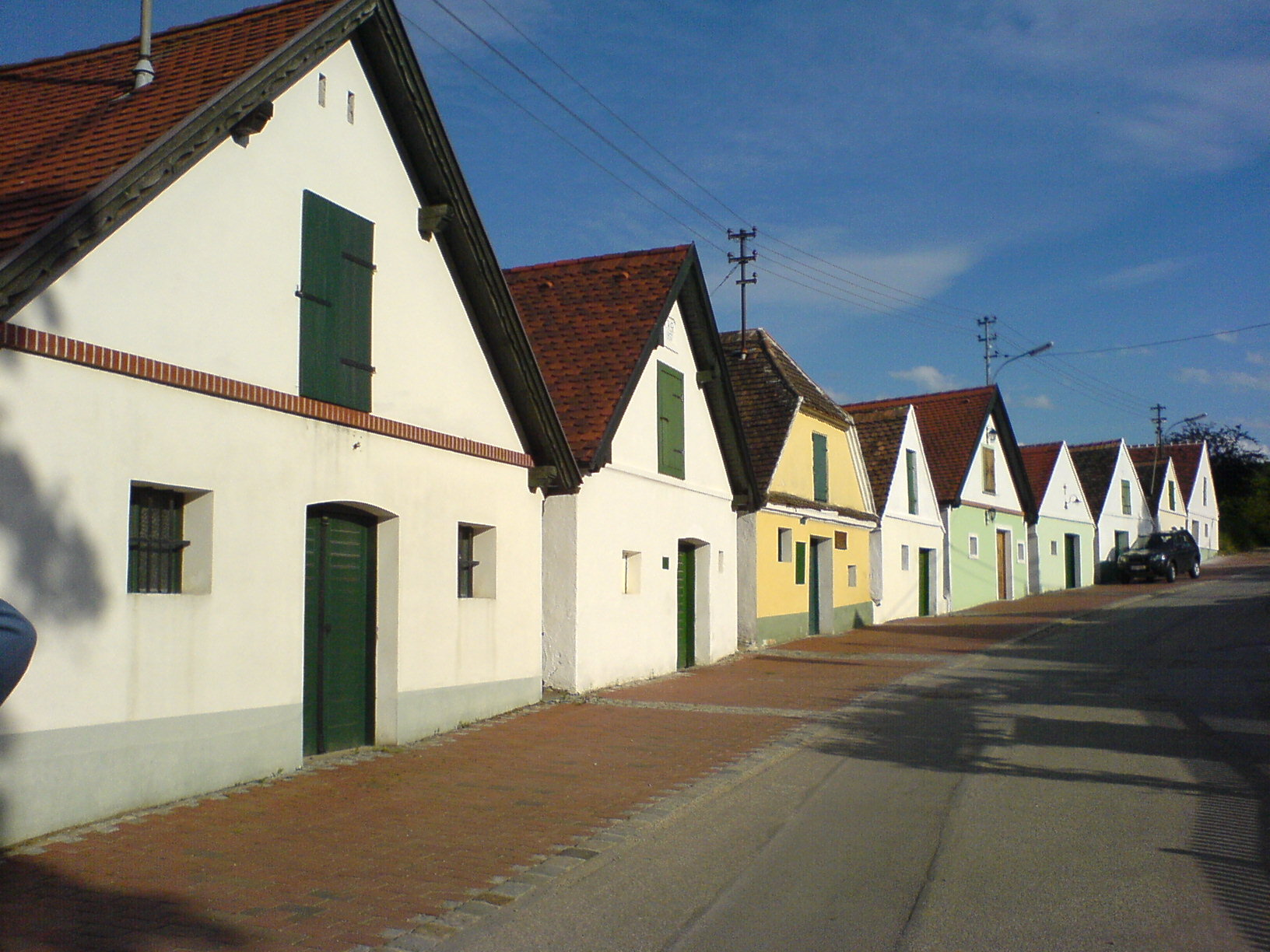
Kellergasse

### Schutzgebiet
- Das Gemeindegebiet von Falkenstein wurde wegen der Kalkklippen mit Trockenrasen 1980 zum Landschaftsschutzgebiet erklärt.[14] Die Flaumeichen am Dürnberg sind ein Naturdenkmal des Landes Niederösterreich.[15]

### Sport
- Wanderwege: Durch Falkenstein führen der Jakobsweg Weinviertel sowie der Weinviertelweg.

## Wirtschaft und Infrastruktur
Nichtlandwirtschaftliche Arbeitsstätten gab es im Jahr 2001 13, land- und forstwirtschaftliche Betriebe nach der Erhebung 1999 66. Die Zahl der Erwerbstätigen am Wohnort betrug nach der Volkszählung 2001 182. Die Erwerbsquote lag 2001 bei 39,95 Prozent.

### Öffentliche Einrichtungen
In Falkenstein befindet sich ein Kindergarten.

## Politik

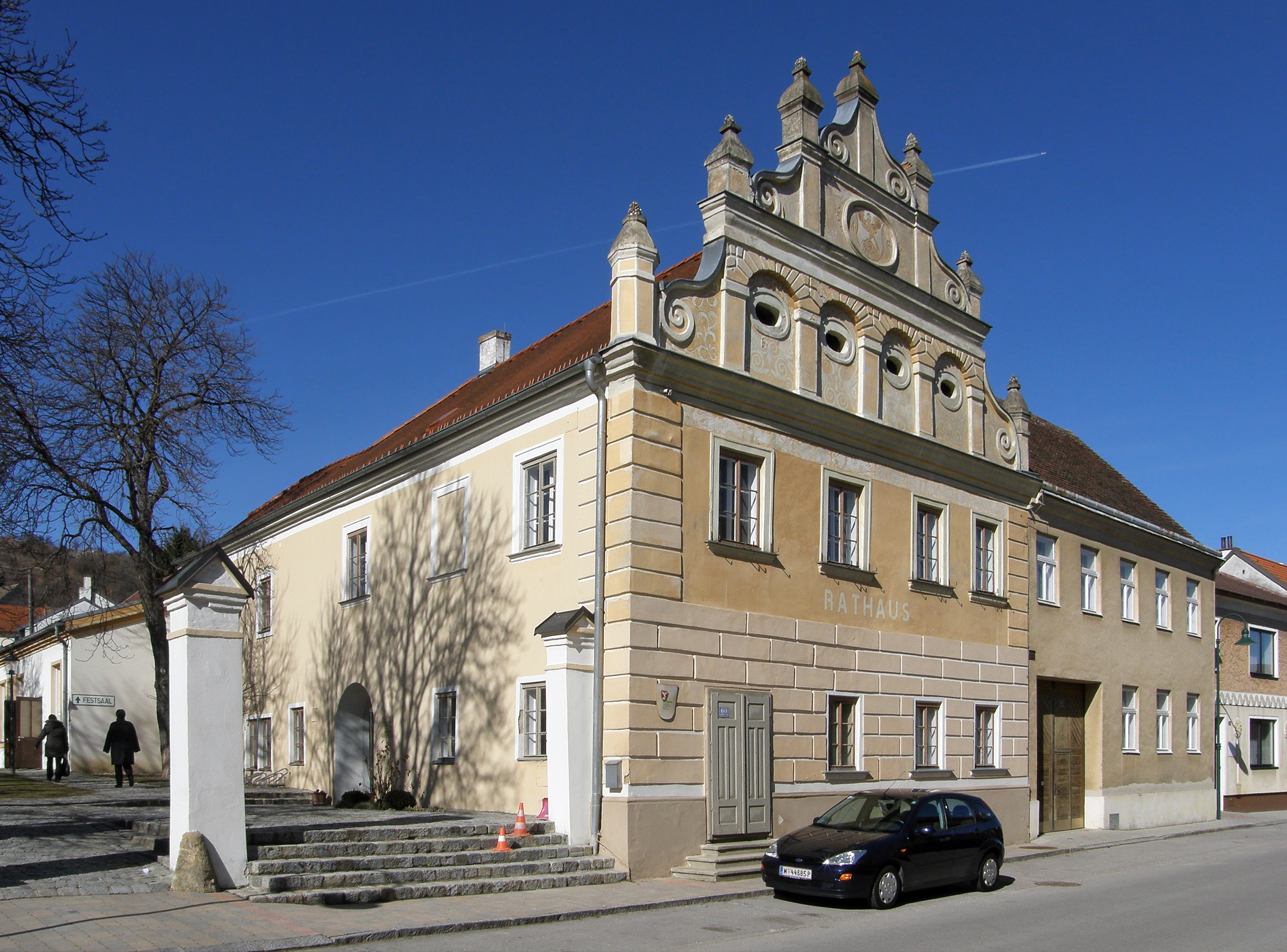
Rathaus in Falkenstein

### Gemeinderat
Der Gemeinderat hat 13 Mitglieder.
- Gemeinderatswahlen in Niederösterreich 1990: 13 ÖVP.
- Gemeinderatswahlen in Niederösterreich 1995: ÖVP 12, Grüne Alternative Falkenstein 1.[17]
- Gemeinderatswahlen in Niederösterreich 2000: ÖVP 12, SPÖ 1.[18]
- Gemeinderatswahlen in Niederösterreich 2005: ÖVP 11, UBF–Unabhängige Bürgerliste Falkenstein 1, SPÖ 1.[19]
- Gemeinderatswahlen in Niederösterreich 2010: ÖVP 12, SPÖ 1.[20]
- Gemeinderatswahlen in Niederösterreich 2015: ÖVP 12, SPÖ 1.[21]
- Gemeinderatswahlen in Niederösterreich 2020: ÖVP 13.[22]
- Gemeinderatswahlen in Niederösterreich 2025: ÖVP 11, SPÖ 2.[1]

### Bürgermeister
- bis 2010 Alfred Schuster (ÖVP)
- 2010–2024 Leopold Richter (ÖVP)
- seit 2024 Christoph Schüller (ÖVP)

### Wappen
Das Wappen der Reichsgrafschaft Falkenstein war ein Falke auf einem Dreiberg mit dem Bindenschild als Hintergrund. Davon leitete sich das heutige Gemeindewappen, ein auffliegender Falke auf einem Dreiberg mit rotem Hintergrund ab.

### Gemeindepartnerschaften
- Falkenstein im Bayerischen Wald
- Blatnička in Südmähren[23]

## Persönlichkeiten

### Söhne und Töchter der Gemeinde
- Johann Joseph von Trautson (1707–1757), römisch-katholischer Geistlicher, Fürsterzbischof von Wien, Kardinal
- Martin Damianitsch (1807–1899), Militärjurist
- Karl Korab (* 1937), bildender Künstler